# یان گلگر (بازیکن فوتبال)
یان گلگر (انگلیسی: Ian Gallagher؛ زادهٔ ۳۰ مهٔ ۱۹۷۸) بازیکن فوتبال اهل بریتانیا است.